# Tournoi d'échecs de Pampelune
Le tournoi d'échecs de Pampelune (Torneo Magistral Ciudad de Pamplona) est une compétition d'échecs organisée à Pampelune de 1990-1991 à 2010. Le tournoi se déroulait  en décembre ou autour du jour de l'an. Il réunissait dix joueurs (jusqu'en 2002 et en 2009) ou huit joueurs (de 2003 à 2008), à l'exception du tournoi de décembre 2002 qui réunissait quatre joueurs.

## Participants
Parmi les participants au tournoi de Pampelune, on compte :
- quatre champions du monde : Vladimir Kramnik (3e-7e en 1992-1993), Veselin Topalov (3e-4e en 1994-1995), Ruslan Ponomariov (vainqueur en 2005) et Rustam Qosimjonov (vainqueur en 2002) ;
- la plupart des finalistes des championnats du monde et des vainqueurs des tournois des candidats des années 1980 aux années 2010 : Viktor Kortchnoï (2e en 1990-1991), Jan Timman (en 1999-2000 et 2005), Nigel Short (vainqueur en 1999-200), Alexeï Chirov (3e en 2006), Boris Guelfand (vainqueur en 2004), Judit Polgar, Peter Leko (8e en 1993-1994), Sergueï Kariakine (2e en 2004) et Fabiano Caruana (4e-5e en 2008) ;
- de nombreux candidats au championnat du monde des années 1980 aux années 2010 : Aleksandr Beliavski (4e-5e en 2007), Andreï Sokolov (vainqueur en 1993-1994), Rafael Vaganian (dernier en 2004), Jonathan Speelman (vainqueur en 1996-1997), Jaan Ehlvest (5e-6e en 1991-1992) ; Leonid Youdassine (deux victoires), Joël Lautier (vainqueur en 1992-1993), Sergei Tiviakov (4e en 2005), Vladimir Malakhov (2e-3e en 2008), Ivan Chéparinov (2e-3e en 2005), Aleksandr Morozevitch (trois victoires), Hikaru Nakamura (5e-6e en 2003), Teimour Radjabov (2e en 2001-2002) et Shakhriyar Mamedyarov (en 2004) ;
- les meilleures joueuses des années 1990 : Zsofia Polgar (3e en 1990-1991 et 1991-1992), Judit Polgar (en 1990-1991 et 1999-2000), Pia Cramling (5e-6e en 1997-1998) et Xie Jun (6e-7e en 1998-1999) ;
- les meilleurs joueurs français des années 2000 : Jean-Luc Seret (en 1993-1994), Joël Lautier, Christian Bauer, Laurent Fressinet et Étienne Bacrot ;
- les joueurs espagnols : Miguel Illescas, Francisco Vallejo Pons, Jordi Magem Badals.

## Multiples vainqueurs
3 victoires
- Miguel Illescas (trois fois ex æquo : en 1991-1992, 1997-1998 et 2003)
- Aleksandr Morozevitch (trois fois seul vainqueur : en 1994-1995, 1998-1999 et 2006)

2 victoires
- Leonid Youdassine (en 1990-1991 et 1991-1992)
- Jordi Magem Badals (en 1993-1994 et 1995-1996)

2 premières places
- Julio Granda (seul vainqueur en 1995-1996 et deuxième au départage en 2009)
- Viktor Bologan (seul vainqueur en 2001-2002 et deuxième après départage en décembre 2002)

## Palmarès
| Édition Année | Édition Année   | Vainqueur(s)                                           | Marque  | Deuxième(s)                                        | Troisième(s)                                                                            | Notes | Joueurs    |
| ------------- | --------------- | ------------------------------------------------------ | ------- | -------------------------------------------------- | --------------------------------------------------------------------------------------- | --- | ---------- |
| 1             | 1990-1991       | Leonid Youdassine                                      | 6,5 / 9 | Viktor Kortchnoï (6/9)                             | Zsófia Polgár (5,5)                                                                     | 4e-7e : Judit Polgar, Alfonso Romero Holmes, Miguel Illescas et Igor Novikov (4,5)                                                                             | 10 joueurs |
| 2             | 1991-1992       | Leonid Youdassine Miguel Illescas                      | 6 / 9   |                                                    | Zsófia Polgár (5,5)                                                                     | 4e : Lembit Oll (5) 5e-6e : Jaan Ehlvest et Aleksandr Tchernine (4,5)                                                                                          | 10 joueurs |
| 3             | 1992-1993       | Joël Lautier                                           | 7 / 9   | Miguel Illescas (5)                                | David Garcia Branko Damljanović Vladimir Kramnik Leonid Youdassine Ivan Sokolov (4,5/9) | Lautier réalise une performance Elo de 2 796 points (5 gains, 4 nulles).                                                                                       | 10 joueurs |
| 4             | 1993-1994       | Jordi Magem Badals Andreï Sokolov Félix Izeta Txabarri | 6 / 9   |                                                    |                                                                                         | 4e : Zenón Franco Ocampos (5,5) 5e-6e : Alon Greenfeld (4,5) et Juan Mario Gomez Esteban 8e : Peter Leko                                                       | 10 joueurs |
| 5             | 1994-1995       | Aleksandr Morozevitch                                  | 7 / 9   | Vadim Zviaguintsev (6,5)                           | Jordi Magem Badals Veselin Topalov (5,5)                                                | 5e-6e : Leonid Youdassine et Jesus de la Villa (4,5) | 10 joueurs |
| 6             | 1995-1996       | Jordi Magem Badals Julio Granda                        | 5,5 / 9 |                                                    | Miguel Illescas (5)                                                                     | 4e-5e : Ljubomir Ljubojevic, Vadim Zviaguintsev et Pablo San Segundo (4,5)                                                                                     | 10 joueurs |
| 7             | 1996-1997       | Zoltán Almási Jonathan Speelman Zurab Azmaiparashvili  | 6 / 9   |                                                    |                                                                                         | 4e : Boris Gulko (5) 5e-6e : Jordi Magem Badals et Pia Cramling (4,5)                                                                                          | 10 joueurs |
| 8             | 1997-1998       | Miguel Illescas Ulf Andersson                          | 6,5 / 9 |                                                    | Julio Granda Christopher Lutz (5)                                                       | 5e-7e : Jordi Magem Badals, Étienne Bacrot (14 ans) et Jesus de la Villa Garcia (4,5)                                                                          | 10 joueurs |
| 9             | 1998-1999       | Aleksandr Morozevitch                                  | 8 / 9   | Michał Krasenkow (6)                               | Loek van Wely (5)                                                                       | 4e-5e : Miguel Illescas et Emil Sutovsky (4,5) Morozevitch réalise une performance Elo de 2 904 points (7 gains, 2 nulles).                                    | 10 joueurs |
| 10            | 1999-2000       | Nigel Short                                            | 7 / 9   | Boris Guelfand Zoltán Almási (6)                   |                                                                                         | 4e-5e : Vallejo Pons (17 ans) et Joël Lautier (5,5) 6e -7e : J. Polgar et J. Timman (4) Short réalise une performance Elo de 2 826 points (5 gains, 4 nulles). | 10 joueurs |
| 11            | 2001-2002       | Viktor Bologan                                         | 7 / 9   | Teimour Radjabov Zoltán Almási Ulf Andersson (5,5) |                                                                                         | 5e : Laurent Fressinet (5) 6e : Rafael Leitão (4,5) Bologan réalise une performance Elo de 2 786 points (5 gains, 4 nulles).                                   | 10 joueurs |
| 12            | 2002 (décembre) | Rustam Qosimjonov (après départage)                    | 3,5 / 6 | Viktor Bologan (3,5) (ex æquo)                     | Francisco Vallejo Pons (3)                                                              | Tournoi à deux tours 4e : Ivan Sokolov (2) Qosimjonov bat Bologan en blitz (2-0)                                                                               | 4 joueurs  |
| 13            | 2003 (décembre) | Miguel Illescas Luke McShane Emil Sutovsky             | 4,5 / 7 |                                                    |                                                                                         | 4e : Viktor Bologan (3,5/7) | 8 joueurs  |
| 14            | 2004 (décembre) | Boris Guelfand                                         | 5,5 / 7 | Sergueï Kariakine (4,5)                            | Lázaro Bruzón (4)                                                                       | 4e : Oscar de la Riva (3,5) Guelfand réalise une performance Elo de 2 851 points (4 gains, 3 nulles).                                                          | 8 joueurs  |
| 15            | 2005 (décembre) | Ruslan Ponomariov                                      | 5 / 7   | Pentala Harikrishna Ivan Chéparinov (4,5)          |                                                                                         | 4e : Sergei Tiviakov (4) 5e : Laurent Fressinet (3,5) | 8 joueurs  |
| 16            | 2006 (décembre) | Aleksandr Morozevitch                                  | 6 / 7   | Dmitri Iakovenko (5)                               | Alexeï Chirov (4,5)                                                                     | 4e : Christian Bauer (4) Morozevitch réalise une performance Elo de 2 948 points (5 gains, 2 nulles).                                                          | 8 joueurs  |
| 17            | 2007 (décembre) | Francisco Vallejo Pons                                 | 4,5 / 7 | Wang Yue (4)                                       | Baadur Jobava (4)                                                                       | 4e-5e : Aleksandr Beliavski et Sergey Movsesian (3,5) | 8 joueurs  |
| 18            | 2008 (décembre) | Krishnan Sasikiran                                     | 5 / 7   | Vladimir Malakhov Francesco Vallejo Pons (4)       |                                                                                         | 4e-5e : Fabiano Caruana et Aleksander Delchev (3,5) | 8 joueurs  |
| 19            | 2009 (décembre) | Georg Meier (au départage)                             | 6 / 9   | Julio Granda (ex æquo, 6/9)                        | Viktor Láznička Kiril Georgiev (ex æquo, 6/9)                                           | 4 joueurs ex æquo, Meier vainqueur au départage 5e : Roi Renaldo Castineira (5) 6e-7e : Josep Lopez Martinez (4,5)                                             | 10 joueurs |

Il n'y eut pas de tournoi fermé organisé en 2000-2001 à cause de la proximité du Championnat du monde de la Fédération internationale des échecs 2000 qui se terminait le 27 décembre. Il y eut néanmoins un tournoi open, le sixième championnat du monde amateur de la FIDE, qui fut organisé en 2000-2001.
En juillet 2010, le quatrième tournoi AD San Juan International de Pampelune organisa un tournoi fermé (10 joueurs) qui fut remporté par Wojtaszek et Fressinet (6,5 / 9). Morozevitch (4/9) ne finit que huitième sur les dix participants.
En décembre 2010, le tournoi fermé du vingtième festival d'échecs de Pampelune, avec dix joueurs, ne réunissait aucun grand maître international. 1er : David Lariño Nieto (MI) : 7,5 / 9 ; 2e : Alejandro Rios (MI, 7/9) ; 3e : Victor Lillo Castay (maître FIDE, 6/9).